# Chartreuse de Valbonne
La chartreuse de Valbonne est un ancien monastère de l'ordre des Chartreux, sur la commune de Saint-Paulet-de-Caisson, dans le département du Gard et la région Occitanie.
L'ensemble des bâtiments occupe une grande surface. Fondée au XIIIe siècle, elle est située dans un vallon au sein de la riche forêt domaniale de Valbonne abritant des essences rares en région méditerranéenne. Elle dispose d'une église conventuelle, d'un grand cloître (350 mètres de périmètre) et d'un petit cloître (début XIIIe siècle) et de nombreuses chapelles. Plusieurs de ses tours ainsi que la toiture de l'église conventuelle et son clocher sont couverts de tuiles vernissées de style bourguignon conférant à l'ensemble un aspect des plus pittoresques pour une chartreuse provençale. Les voûtes de l'église à la stéréotomie complexe sont l’œuvre des frères Franque d'Avignon, spécialistes en la matière.
La Chartreuse a fait l'objet d'un classement au titre des monuments historiques en 1959 et en 1974.

## Histoire
Au Xe siècle, "Notre-Dame de Bondilhon", un petit monastère de religieuses bénédictines est bâti dans la vallée qui abritera la future Chartreuse, au cœur du massif forestier. Mais à la fin du XIIe siècle, les religieuses abandonnent leur monastère trop isolé.
Le 10 février 1204, l'Ordre des Chartreux obtient le territoire de Bondilhon de Guillem Ier de Vénéjean, évêque d'Uzès. C'est alors un vallon marécageux. Une dizaine de moines s'y installent, défrichent et assainissent ce domaine. Une partie de la Chartreuse actuelle repose sur des voûtes construites à cette époque. L'endroit devient la vallis bona, dont le nom Valbonne est issu. 
En 1585, la chartreuse est pillée et incendiée durant les guerres de religion. Sa reconstruction commence dès 1593 et de nouveaux moines arrivent de la Grande Chartreuse pour la restaurer et la repeupler. Le grand cloître et la porte d'entrée sont construits à cette époque. Une nouvelle église est bâtie entre 1770 et 1780. 

Les différentes tenues des chartreux
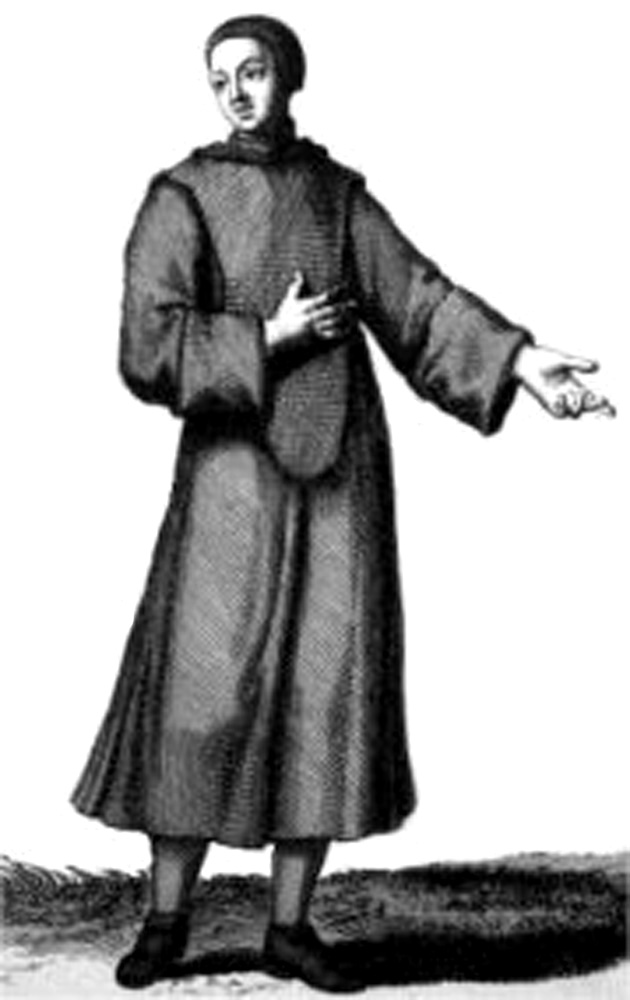
Frère donat.
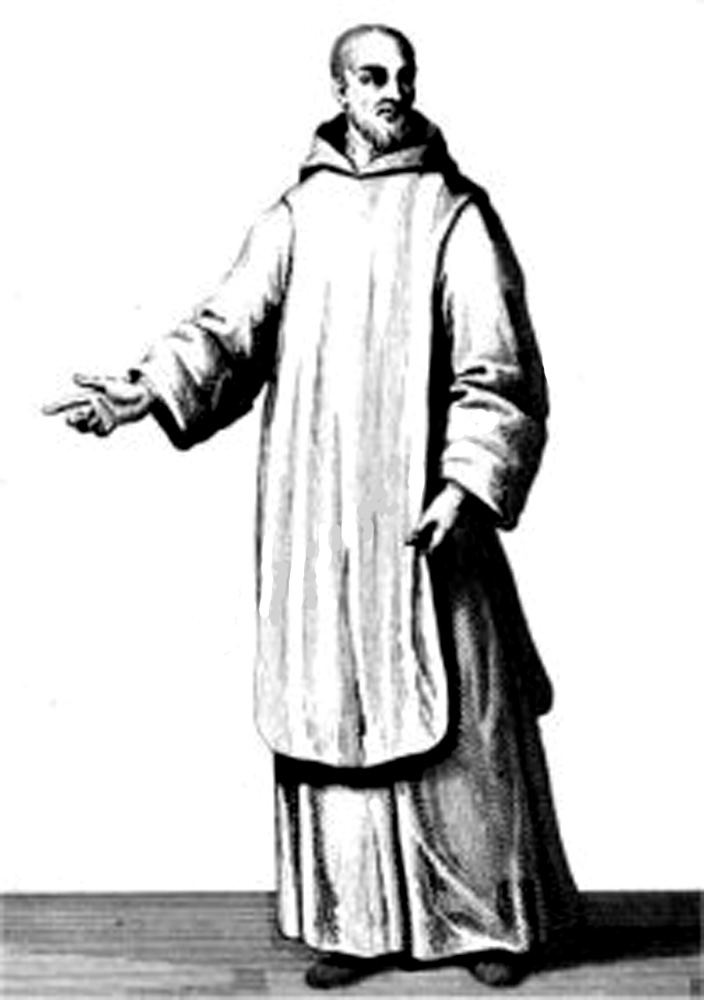
Frère convers.
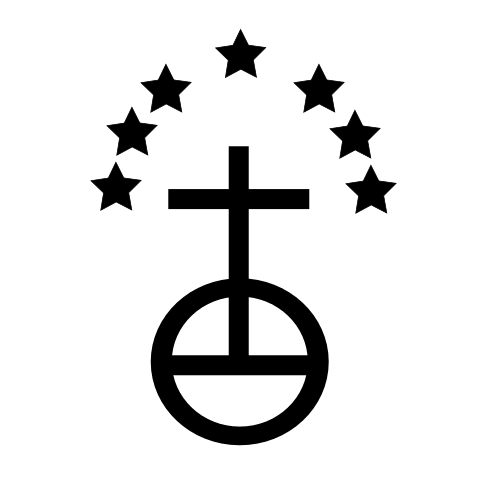
Symbole des chartreux.
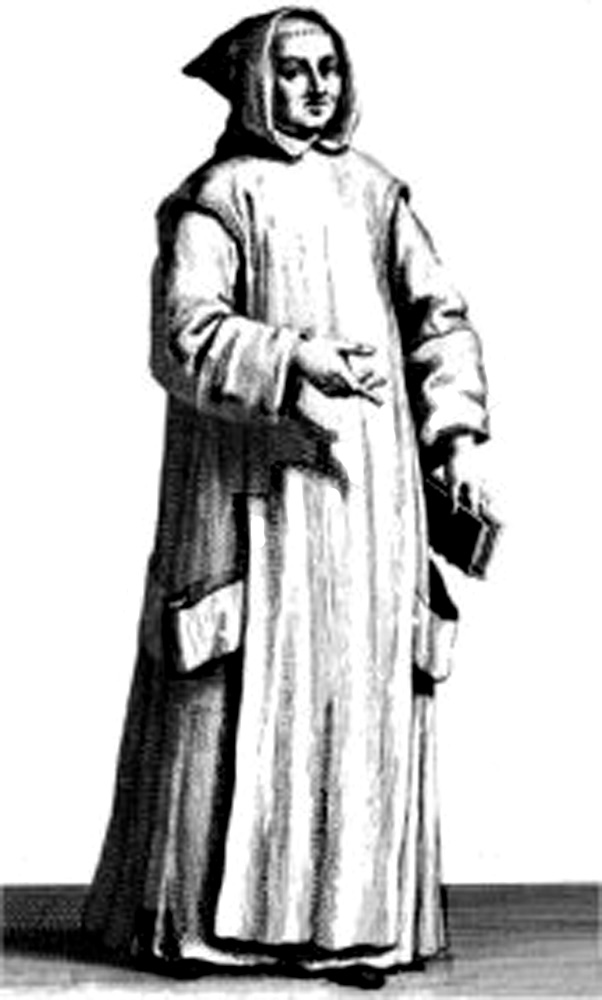
Tenue ordinaire.
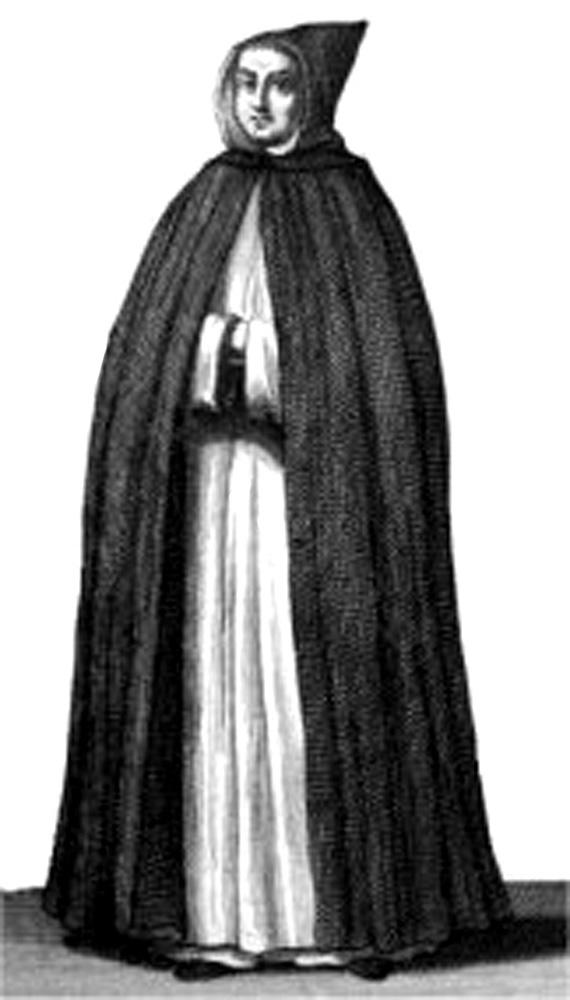
Tenue de ville.

Le 13 février 1790, la loi supprimant les ordres religieux oblige les chartreux à partir. Le 1er octobre 1790, le dernier père chartreux quitte Valbonne qui revient à la Nation.
En 1806, Napoléon Ier, en reconnaissance des services que l'hospice de Pont-Saint-Esprit avait rendus à ses soldats malades, lui fit don de la chartreuse en ruine et des domaines qui en dépendaient. Inutilisables par l'hospice, tout est vendu aux enchères. Le 28 janvier 1836, Les chartreux reprennent possession des lieux pour 65 300 francs. En 1862, elle est habitée par 22 moines.
Les lois votées en 1901 entraînent un nouveau départ des chartreux. En 1907 à Uzès, l'État met aux enchères la chartreuse. Jean-Claude Farigoule, industriel de Calais, l'obtient pour 35 000 francs. À partir du 1er janvier 1915, en pleine Première Guerre mondiale, il loue les locaux à l'armée qui en fera un centre de formation et d'entraînement pour les jeunes recrues de la région. La chartreuse abritera jusqu'à 600 hommes dans ses bâtiments jusqu'à la fin de la guerre. À la mort de Farigoule, tout est à nouveau mis aux enchères à Pont-Saint-Esprit. 

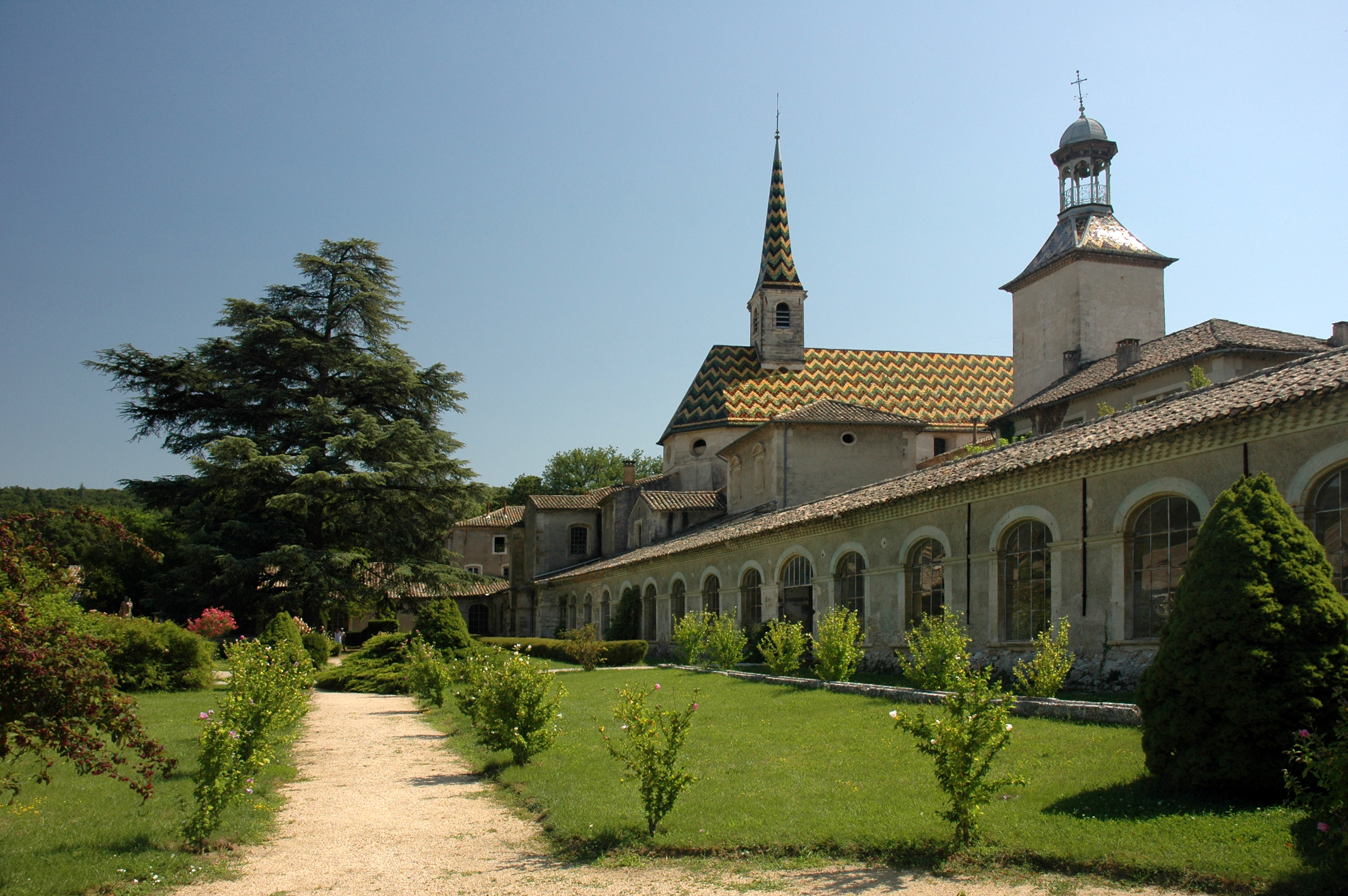
Jardin du grand cloître.
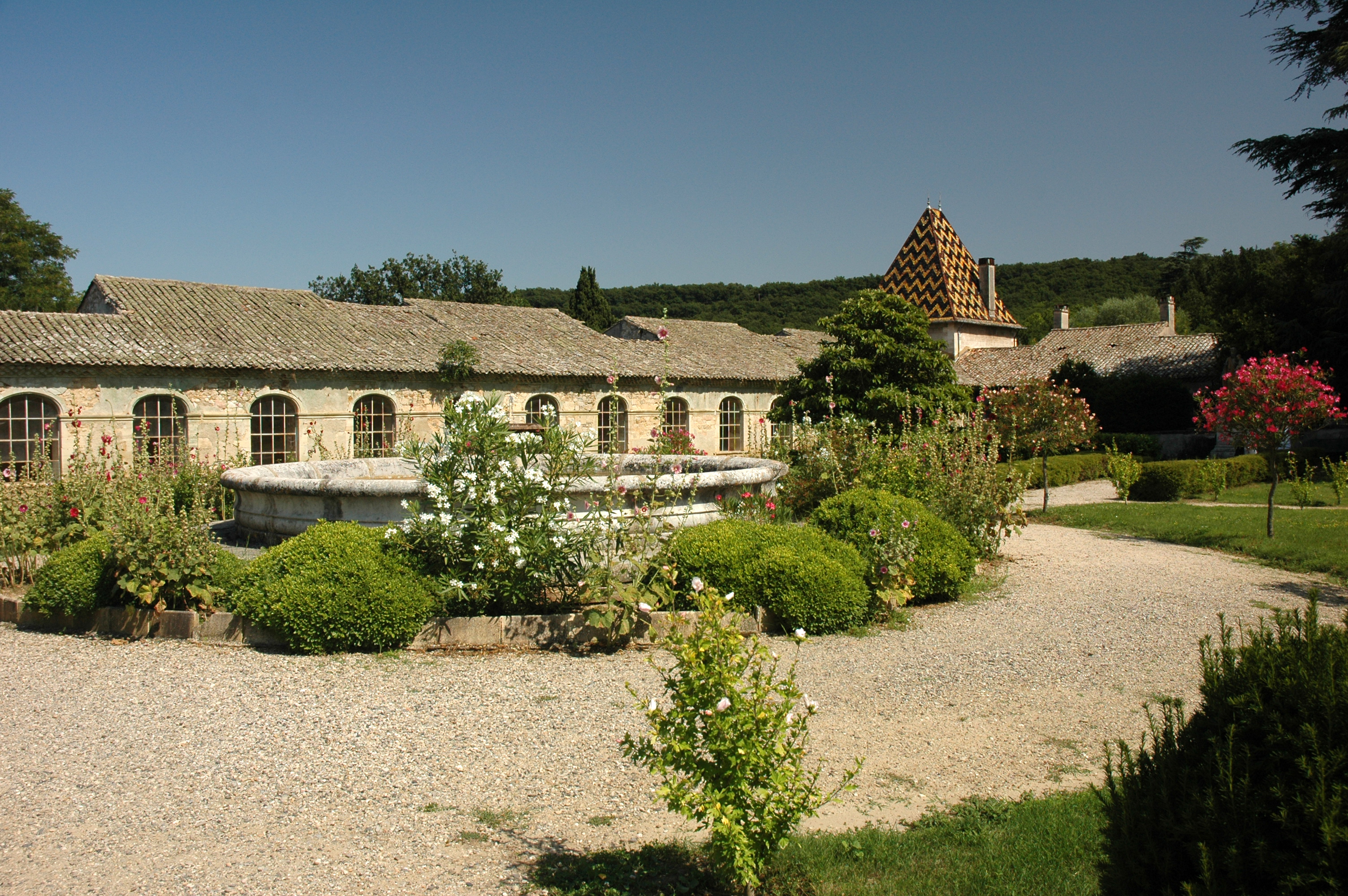
Jardin du grand cloître.
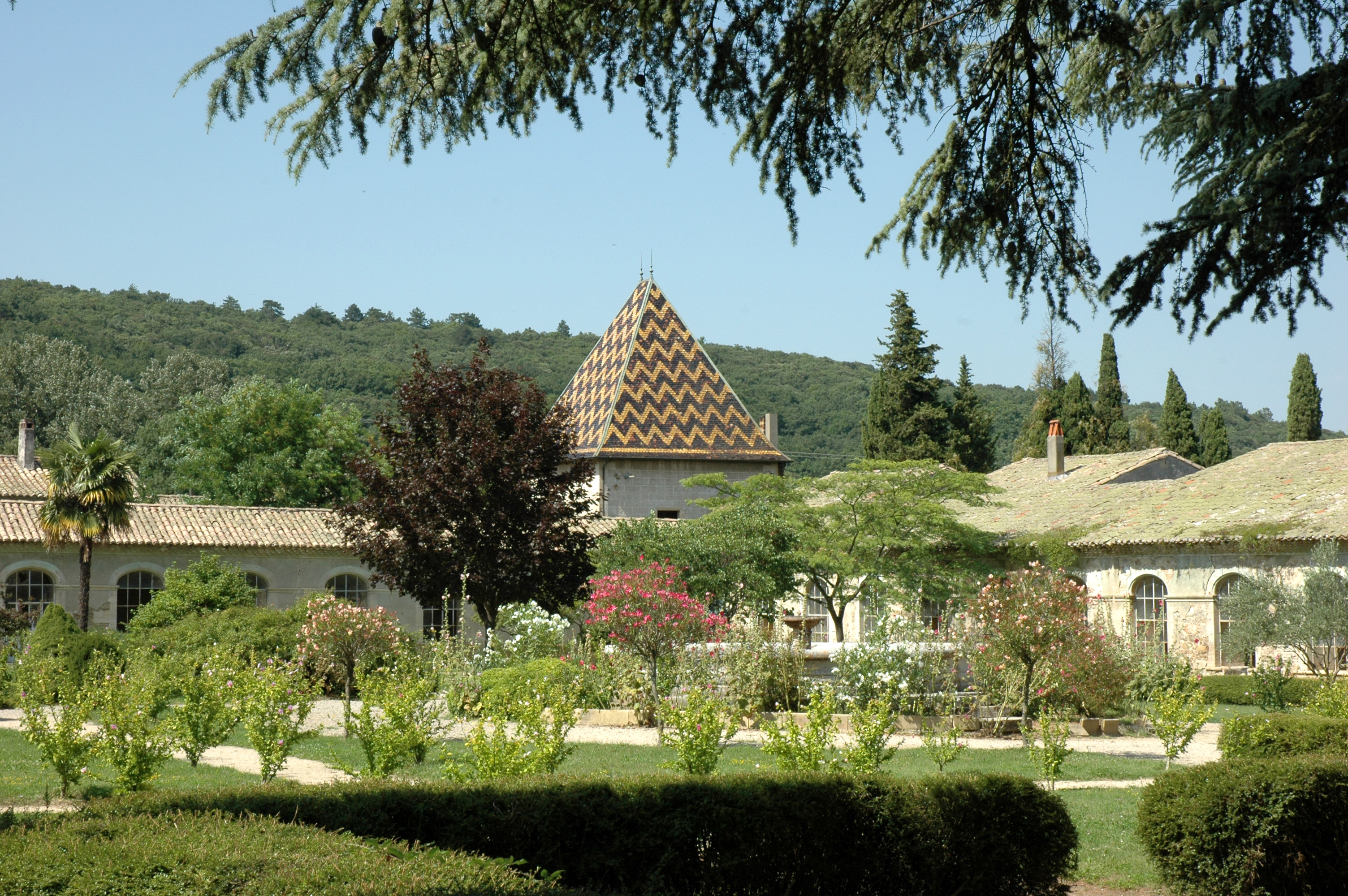
Jardin du grand cloître.
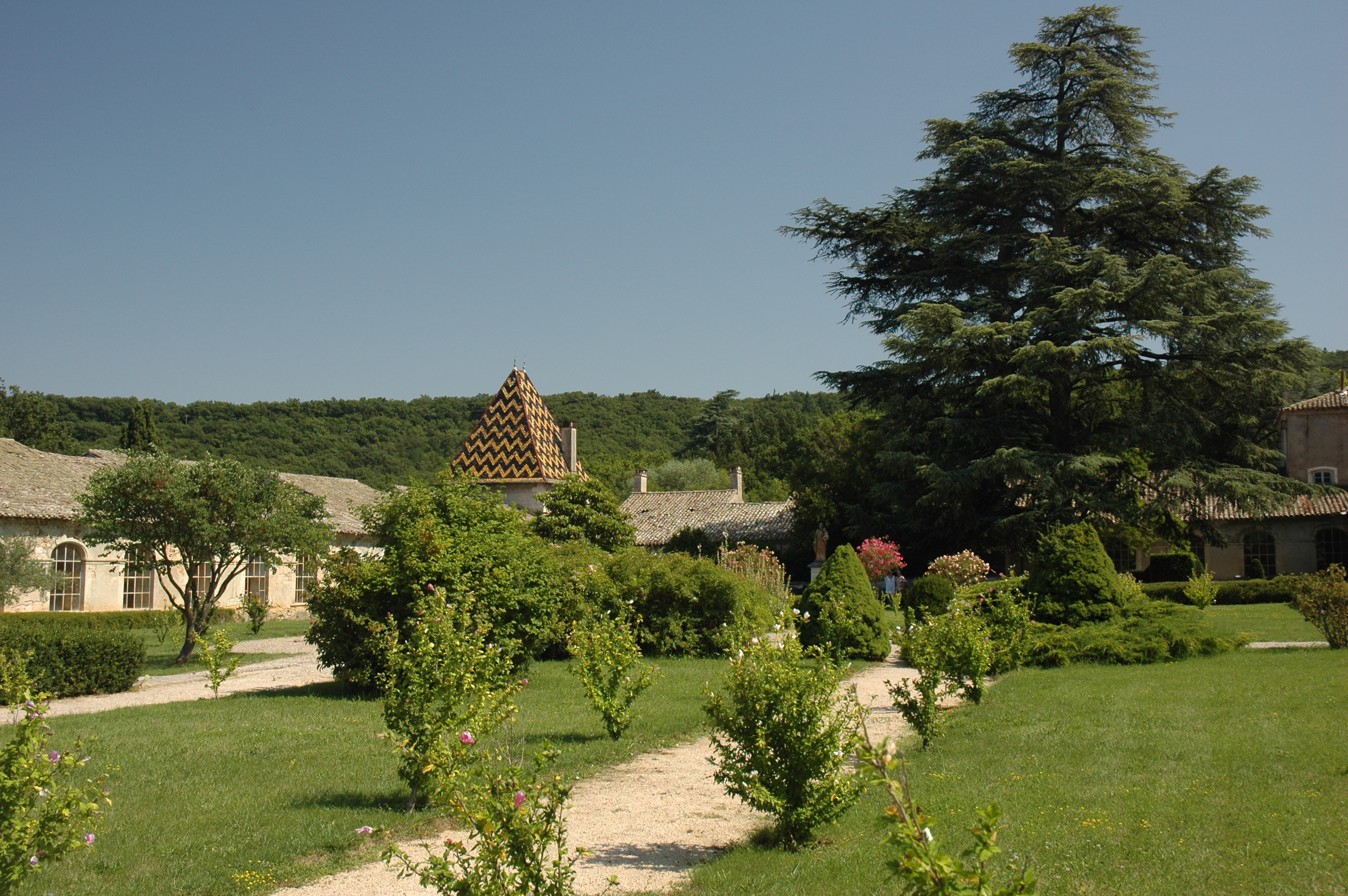
Jardin du grand cloître.

Le pasteur Philadelphe Delord, seul acquéreur présent, achète la Chartreuse et son domaine de 40 hectares pour 300 000 francs grâce au soutien financier d'un médecin américain, le docteur Justin Abott, membre de l’«American Mission to Lepers». Il y installe une léproserie à partir de 1929. Elle comptera jusqu'à 400 malades. L'œuvre de la léproserie de Valbonne sera également soutenue par la générosité de Marthe North-Siegfried (1866-1939), fondatrice de la Croix-Rouge alsacienne. À Strasbourg, elle fonde un comité qui récolte les dons tant en nature qu'en espèces. Elle en est la vice-présidente. En contact avec Monsieur Dormoy, le directeur de la léproserie, elle lance différentes campagnes de dons jusqu'à sa mort en 1939. De 1929 jusqu'à la fin du XXe siècle, plus de 400 lépreux ont été pris en charge et accompagnés dans leur terrible épreuve à Valbonne. Plus de 80 y moururent. La chartreuse est aujourd'hui un lieu touristique : visite d'une partie de ses bâtiments, de la forêt qui l'entoure et de son vignoble.

## Personnalités liées à la Chartreuse
- Guillem de Vénéjan cède en 1204 à l'ordre des Chartreux le domaine où sera construite la chartreuse de Valbonne. Il y aurait fini ses jours. Une pierre tombale de 2 m de long et de 0,50 m de large, encastrée dans le mur du petit cloître et ne comportant qu'une grande croix et une crosse, signale sa sépulture.

- Raymond Rascas d'Uzès (1163-1209), bienfaiteur de la Chartreuse[4]

- Dom Petrus de Porta, prieur de la Chartreuse de Valbonne, envoyé, suivant l'usage de l'ordre, comme commissaire pour diriger la construction de la nouvelle chartreuse de Montello[5].

- Guillaume Raynaldi, prieur de Valbonne, il est élu prieur de la Grande Chartreuse et général de l’Ordre en 1367.

- Jean Zeewen de Roosendael (†1472), originaire de Nimègue, profès de la chartreuse de Villeneuve-lès-Avignon, puis à celle de Valbonne, prieur de Villeneuve de 1436 à 1443, de Valbonne en 1443/1444, puis de la chartreuse de Castres, élu prieur de la Grande Chartreuse et général de l’Ordre en 1463.

- François Laurent, moine de la Grande Chartreuse, est prieur de Valbonne de 1634-1650, participe activement à la reconstruction de la chartreuse au XVIIe siècle.

- Jean-Claude Farigoule, industriel de Calais, fut propriétaire de la chartreuse de Valbonne de 1907 à 1926.

- Philadelphe Delord (Beauvoisin, 2 décembre 1869 – Saint-Paulet-de-Caisson, 24 novembre 1947 (à 77 ans)). Pasteur, il est envoyé en 1897 sur l'île de Maré en Nouvelle-Calédonie pour l'évangélisation des populations locales[6]. Il y découvre les ravages de la lèpre et décide à son retour en métropole en 1910 de s'y consacrer. En 1926, il acquiert la chartreuse qui devient à partir de 1929 un refuge pour lépreux. La même année, il crée l'Association de Secours aux Victimes des Maladies Tropicales (ASVMT)[7] qui est toujours propriétaire de la chartreuse. Il y meurt le 24 novembre 1947 et est enterré dans le grand cloître[8].

## Anecdotes
- À la fin du XIXe siècle, la Chartreuse renferme une chaussure de saint Malachie[9].
- En 1802, une verrerie occupe les bâtiments. Le sable utilisé est extrait sur place[10].
- Louis Barbat, le bourreau de Cayenne, est enterré dans le cimetière attenant à la Chartreuse[11].
- Les cellules des moines sont distinguées par une lettre allant de A à Y (sauf Q, non utilisé).

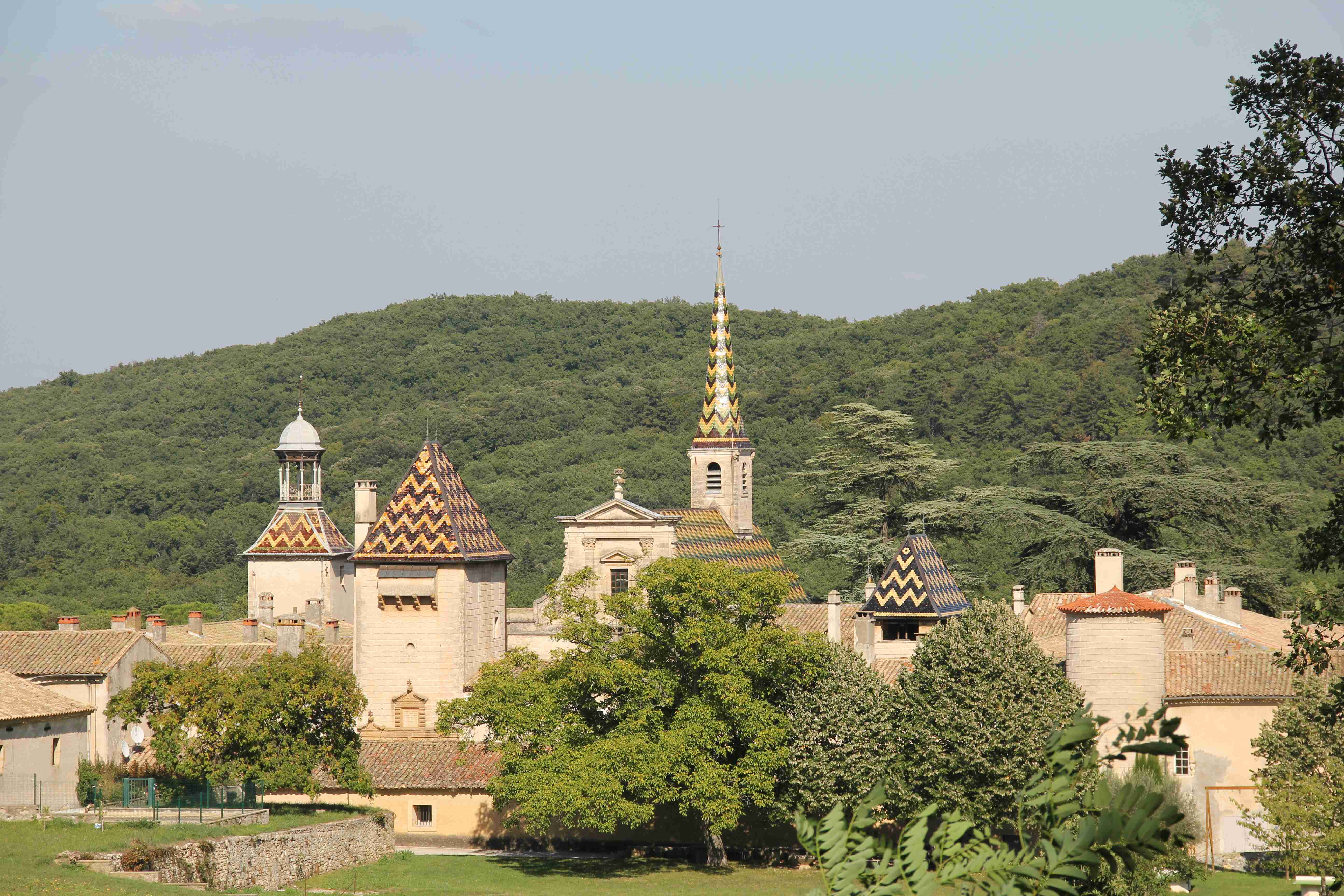
Vue sur la Chartreuse.
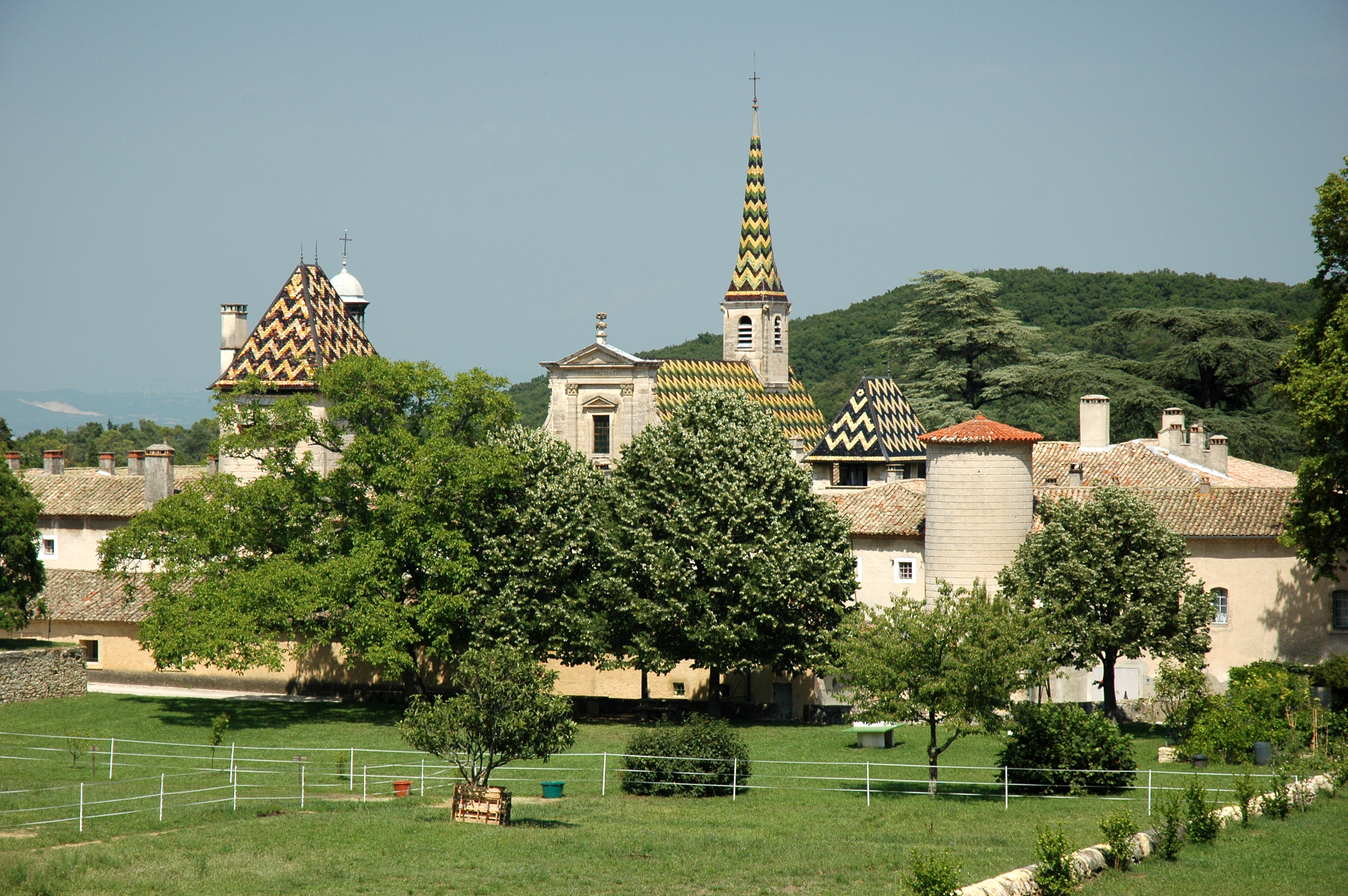
Vue sur la Chartreuse.
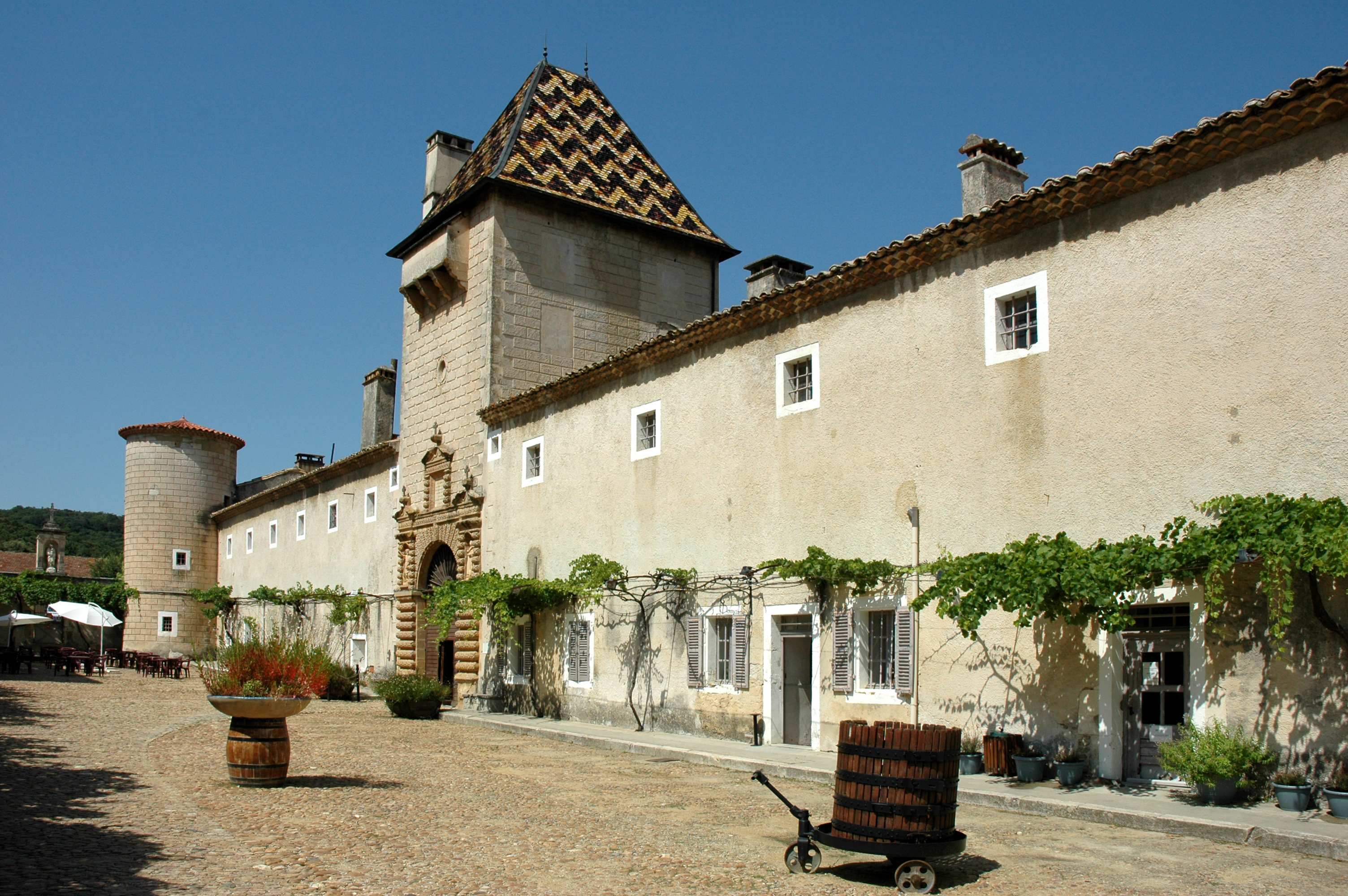
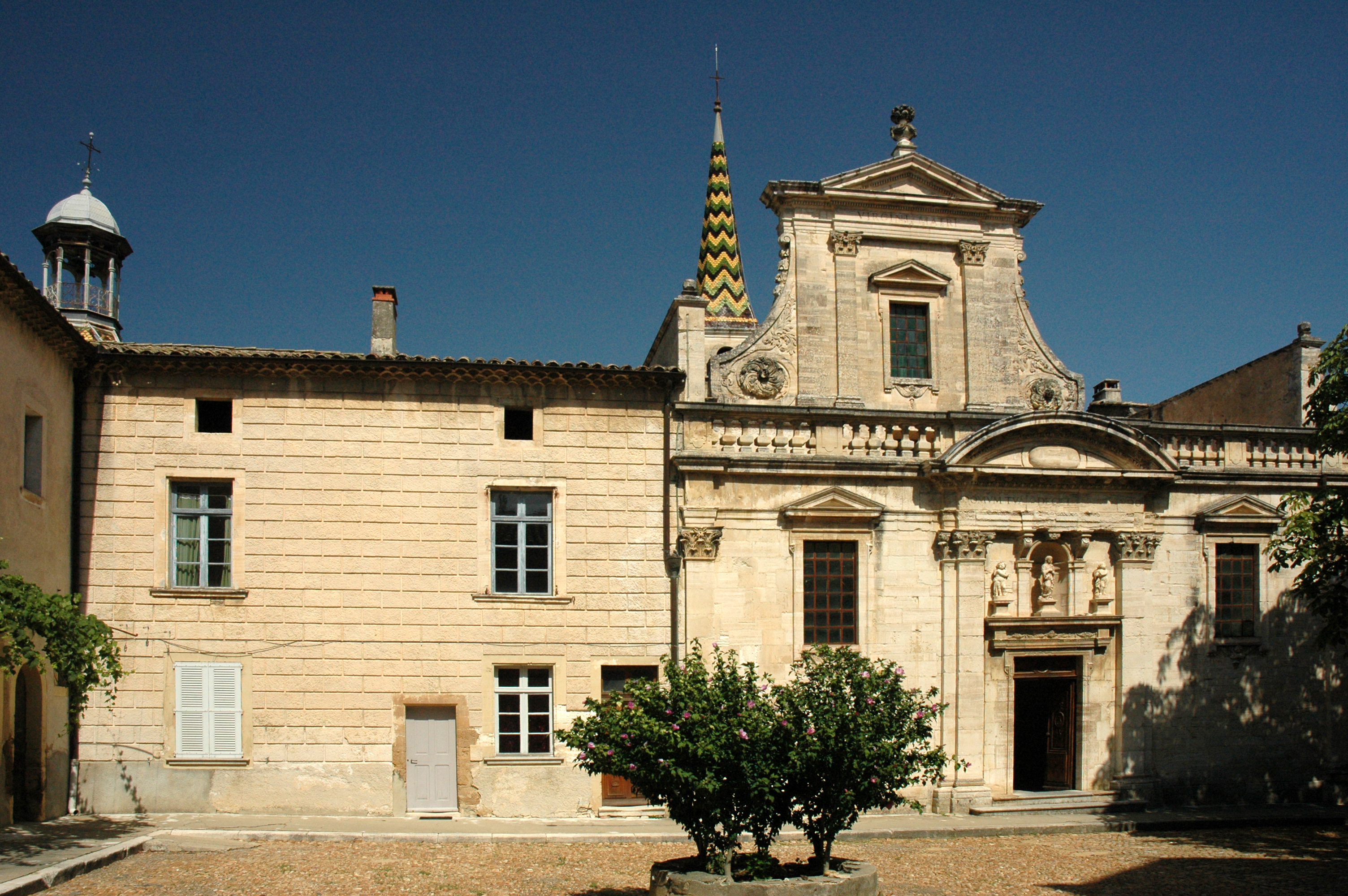

### Sources et bibliographie
- Sur la léproserie, article de Pierre HAMP ("Lévitique XIII", in Revue EUROPE no 195 du 15 mars 1939, pages 299 sq
- Christian Corvisier et Alain Breton avec Daniel Le Brevec (présentation orale de), « Le guide du congrès : La chartreuse de Valbonne », dans Congrès archéologique de France. 157e session. Gard. 1999, Paris, Société française d'archéologie, 2000, 547 p. (lire en ligne), p. 533-534